# Oua (Nukufetau)
Oua ist ein kleines Motu im nördlichen Riffsaum des Atolls Nukufetau im Inselstaat Tuvalu.

## Geographie
Oua schließt sich unmittelbar an Lafaga an der Nord-Ostecke des Atolls an. Nach Nordwesten schließt sich die Insel Niuatui an.